# سوپ اردک (فیلم ۱۹۳۳)
سوپ اردک (به انگلیسی: Duck Soup) فیلمی ۶۸ دقیقه‌ای به کارگردانی لئو مک‌کری با بازی گروچو مارکس است.
این فیلم در فهرست ۱۰۰ فیلم برتر کمدی در تاریخ سینما که توسط وبگاه آی‌ام‌دی‌بی منتشر گردید، مقام ششم را دارد.

## بازیگران
- گروچو مارکس در نقش روفوس تی. فایرفلای
- هارپو مارکس در نقش پینکی
- چیکو مارکس در نقش چیکو لینی
- زپو مارکس در نقش باب رولند
- مارگارت دومانت در نقش خانم تیزدیل
- لوئیس کالهرن ترنتینو
- رکل تورس در نقش ورا مارکال
- ادگار کندی در نقش لیموناد  فروش
- بابی دان